# Atari Age
Atari Age fue una revista distribuida para los miembros del Club Atari de 1982 a 1984. Fue publicada por "The Atari Club Inc.", una subsidiaria de Atari, Inc.

## Historia
Creada en 1982, Atari Age era distribuida a todos los miembros del Club Atari como incentivo para unirse al club. Tras pagar la cuota de US$1 (un dolár estadounidense), el miembro recibía un año de suscripción a la revista Atari Age. En la revista se incluía contenido relacionado con los productos de Atari. Esto incluía noticias, eventos, vistas exclusivas de los nuevos productos de Atari, artículos técnicos, ofertas exclusivas para los miembros del Club Atari y un catálogo de toda la mercancía y parafernalia de Atari.
Atari Age terminó sus publicaciones en 1984, tras lo que Warner Communications vendió la división de consumo de Atari a Jack Tramiel.

## AtariAge (sitio web)
AtariAge es un sitio web dedicado a todo lo relacionado con Atari. Fue fundada en 1998 por Alex Bilstein, conocido por sus videojuegos para las videoconsolas de Atari, algunos de ellos han sido incluidos en compilaciones como Activision Anthology. El sitio contiene un foro de discusión y una base de datos de videojuegos de Atari, en la que se incluyen manuales, imágenes de los paquetes y de las pantallas, se clasifica la rareza del videojuego, revisiones del juego y otros detalles tomados de diferentes sitios.